# USS Tacoma (PF-3)
USS Tacoma (PG-111/PF-3) — американский фрегат, головной корабль одноимённого проекта. Третий фрегат ВМС США, получивший название в честь города Такома (штат Вашингтон). Нёс службу в Тихоокеанском флоте СССР под названием ЭК-11 и во флоте Республики Корея под названием «Тэдон».

## Строительство
«Такома» была заложена 10 марта 1943 года по контракту Военно-морской комиссии США, корпус MC No. 1421, как патрульная канонерская лодка (англ. patrol gunboat) с обозначением PG-111. Закладка состоялась на верфи Kaiser Cargo в Ричмонде (штат Калифорния). 15 апреля 1943 года кораблю изменили статус на «патрульный фрегат» (англ. patrol frigate) с обозначением PF-3. 7 июля 1943 года состоялся спуск фрегата на воду, крещение провела миссис А. Р. Бергерсен. 6 ноября 1943 года корабль принят в состав флота, первым командиром стал лейтенант-коммандер Береговой охраны США Эдриан Вернер.

## Служба

### ВМС США, Вторая мировая война, 1943—1945
В декабре 1943 года «Такома» завершила ходовые испытания и в январе 1944 года была назначена учебным кораблём для подготовки экипажей патрульных фрегатов. 27 июня 1944 года корабль был направлен на официальные испытания корабля в воды штата Аляска. Однако из-за пожара в котельном отделении «Такома» смогла доложить о готовности только 21 октября 1944 года. Первым пунктом базирования стал Кадьяк (Аляска). Следующие четыре месяца «Такома» участвовала в противолодочном патрулировании, сопровождала транспортные конвои вдоль побережья Аляски и около Алеутских островов (остров Атту, Адак, Датч-Харбор и малые порты Аляски).
23 февраля 1945 года «Такома» прибыла в Датч-Харбор и направилась на юг на ремонт в Сан-Франциско, а затем в Бремертон. Корабль планировалось передать советскому флоту из порта Колд-Бэй в рамках секретной программы «Хала», поскольку СССР собирался принять участие в войне против Японии. 10 июля 1945 года «Такома» прибыла в Колд-Бэй для перехода в состав советского флота.

### Тихоокеанский флот СССР, 1945–1949
16 августа «Такома» была исключена из состава ВМС США и передана по ленд-лизу с другими кораблями: «Соусалито», «Хокуайам», «Паско», «Альбукерке» и «Эверетт». Все они были немедленно приняты в состав советского флота как сторожевые корабли, а «Такома» получила наименование ЭК-11. ЭК-11 прибыл в Петропавловск-Камчатский, начав службу на Дальнем Востоке.
Корабль не участвовал в боевых действиях, а в феврале 1946 года в США начали переговоры о возвращении кораблей. Министр военно-морских сил США Джеймс Форрестол сообщил Государственному департаменту США 8 мая 1947 года о том, что Министерство флота собирается вернуть 480 из 585 боевых кораблей, переданных СССР. Среди них был и ЭК-11. 16 октября 1949 года после долгих переговоров корабль был возвращён флоту США в японской Йокосуке.

### ВМС США, Корейская война, 1950—1951
Службу в Йокосуке «Такома» несла до 25 июня 1950 года, начала Корейской войны. В августе 1950 года корабль был приведён в боевую готовность, а 1 декабря вернулся на боевую службу. После 15-дневных испытаний в Сагамском и Токийском заливах уже с 18 по 25 декабря фрегат стал на ремонт, а 26 декабря вышел в море из порта Сасебо, прибыв 28 декабря к юго-восточному побережью Кореи.
В течение нескольких следующих месяцев «Такома» действовала в составе сил ООН и эскадры сопровождения из 95-й оперативной группы. 30 января 1951 года обстреливала позиции в Кансоне, на следующий день осуществила бомбардировку в Косоне. 1 февраля прибыла в Бусан, а 3 февраля направилась в сторону Сасебо. К 5 февраля фрегат был уже у Каннуна, проведя обстрелы Яньяна 7 и 8 февраля и обстрелы Хванпо 9 и 10 февраля. В свободное от обстрелов время корабль нёс службу у острова Чикуте. С 13 по 19 февраля находился в Сасебо, а затем направился в гавань Вонсан на территории Северной Кореи, прибыв туда 22 февраля и затем в течение 4 дней оказывая морскую огневую поддержку 110 морским пехотинцам Республики Корея на Син-До, высадившимся 24 февраля. Расчистив канал Вонсан, корабль направился в Саседо и оставался там с 27 февраля по 10 марта 1951 года. Далее «Тахома» проследовала в Йокосуку и встала на ремонт до 23 апреля 1951 года.
3 апреля 1951 года изменилась структура Дальневосточного флота ВМС США. Силы, разбросанные ранее по Седьмому флоту ВМС США и разным группам Дальневосточного флота, были собраны в 92-ю оперативную группу (группу логистики). «Такома» была включена в новую группу как корабль сопровождения и до сентября 1951 года сопровождала конвои между японскими и корейскими портами и прикрывала боевые корабли ООН. Осуществляла патрулирование против подводных лодок и участвовала в обстреле побережья.

### ВМС Республики Корея, 1951—1973
9 октября 1951 года «Тахома» была передана флоту Республики Корея, получив имя «Тэдон» (ROKS Taedong (PF-63) в англоязычных источниках). Корабль служил там до 28 февраля 1973 года, после чего был возвращён флоту США. Фрегат 2 апреля 1973 года был исключён из списков флота США и возвращён корейцам, которые сделали его сначала учебным кораблём, а потом музеем.

## Награды
Фрегат «Тахома» награждён тремя боевыми звёздами за участие в Корейской войне.

## Сноски
1. ↑  Согласно Project Hula: Secret Soviet-American Cooperation in the War Against Japan, где представлены выдержки из документов эпохи Холодной войны, корабли передавались в состав ВМФ СССР одновременно с исключением из ВМС США. См. подписи к фото на с. 24 по передаче больших десантных кораблей (LCI(L)s) и информацию на с. 27 о передаче USS Coronado (PF-38)[англ.], что сделало процесс типичным. Записи указываются со ссылкой на Министерство флота США[6] и на С.С.Бережного1994
2. ↑  Согласно словарю Dictionary of American Naval Fighting Ships, статья Tacoma III[4] утверждает, что корабль назывался ЭК-12, того же самого придерживается источник NavSource Online: Frigate Photo Archive Tacoma (PF 3) ex-PG-111[7]. Однако Project Hula: Secret Soviet-American Cooperation in the War Against Japan и точные записи указывают на название ЭК-11[5] со ссылкой на Министерство флота США[6] и на С.С.Бережного1994.